# Абу (месяц)
Абу, или Аб, — пятый месяц древнесирийского календаря; соответствует августу.
Считался у ассиро-вавилонян месяцем созвездия «Лу́ка», то есть Большого Пса (= Лев). Ревностный собиратель древних преданий царь Ашшурбанапал (VII век до н. э.) в цилиндре V, строки 16—17, говорит о «месяце Αбу, месяце, когда светит „звезда Лука“, в дни праздника почитаемой царицы, дочери и-Бела», то есть Иштар, которая, по-видимому, и была богиней самого созвездия.
Об этом празднике, начало которого теряется во мгле веков, говорит также древнегреческий врач и историк Ктесий, живший при персидском дворе в последнюю четверть V века до н. э., что он долго ещё отмечался в Харране, в Месопотамии, язычниками, так называемыми сабейцами.
Он именовался «Сакги», по свидетельству халдейского жреца Бероса (260 год до н. э.), который приурочивал его к 16-му дню македонского месяца «Αб» (др.-греч. Λῶος, июль).